# Associazione Calcio Bra
Maillots
Actualités
L'Associazione Calcio Bra Associazione Sportiva Dilettantistica (couramment nommé, l’AC Bra) est un club de football italien de Bra, fondé en 1913.

## Changements de nom
- 1913-1928 : Unione Sportiva Braidese
- 1928-1937 : Società Sportiva Braidese
- 1937-1941 : Associazione Calcio Bra
- 1941-1954 : Unione Sportiva Braidese
- 1954-1974 : Virtus Bra
- 1974-2015 : Associazione Calcio Bra
- 2015- : Associazione Calcio Bra Associazione Sportiva Dilettantistica